# ネイビス島

ネイビス島
Nevis

地域の標語：Country Above Self
（英語: 私利を超越する国）注1
地域の歌：Oh Land of Beauty!注1

注1：セントクリストファー・ネイビスのデータ。

ネイビス島 (ネイビスとう、Nevis) はカリブ海の小アンティル諸島のリーワード諸島、セントクリストファー島（セントキッツ島）の南にある島。セントクリストファー・ネイビス連邦に属しており、自治政府が設置されている。面積は92.5km2で人口は12,646人（2017年推定）、首都はチャールズタウン。

## 概要
火山島で最高地点はネイビス山（985m）。海岸は珊瑚礁に囲まれている。18世紀に有名な温泉と鉱泉が発見され、カリブの温泉地として有名になった。
島にあるバースという小さな村はネイビス島の有名な温泉地で、1778年に温泉源近くに建てられたバース・ホテル&スプリング・ハウスがある。18世紀以来、治療・温泉浴目当てに、西インド諸島やヨーロッパから船でやって来る観光客向けに建てられた、カリブで最も歴史あるスパリゾートホテルである。
島の名である「ネイビス」とは、スペイン語の雪を意味する「ニエベ」が由来。コロンブスが発見した時、島の山（後のネイビス山）の頂上が真っ白な雲に覆われている様子を見て、山の頂上が雪に積もっていると勘違いした事から雪を意味するネイビスと名付けた。
北にはセントクリストファー島とその間（ナローズ海峡）に無人島のブービー島が浮かぶ。南にはアンティグア・バーブーダ領のレドンダ島（無人島）がある。

## 歴史
1493年にクリストファー・コロンブスによって発見され、1628年にイギリスの植民地となった。1755年、のちにアメリカ合衆国憲法の草案者となるアレクサンダー・ハミルトンが誕生した。
西インド諸島のイギリス植民地による西インド連邦が失敗に終わった後、セントクリストファー島、アンギラ島と共にセントクリストファー＝ネイビス＝アンギラ自治領を形成した。しかし、首都が置かれたセントクリストファー島主導の政治にアンギラは反発し、2度の独立騒動を経て自治領から脱退した。ネイビス島でも離脱の機運が高まり、1977年8月18日にネイビス改革党（NRP）が離脱を問う住民投票を実施。4,220人の投票者のうち4,193人が離脱に賛成したが、自治領政府は結果を認めなかった。
抵抗運動はあったものの、結局セントクリストファー島と共に1983年にイギリスからセントクリストファー・ネイビスとして独立した。その代わり憲法では連邦制、ネイビス島への自治権の付与、ネイビス島の離脱に関する取り決めが盛り込まれた。こうしてネイビス島には自治政府が設置されたが、政権を握ったネイビス改革党（NRP）、ネイビス市民運動のバーンス・アモリーは連邦政府のセントクリストファー島に対してネイビス島の自治権の拡大を要求し、1997年にはネイビス島の分離独立を決議。翌1998年、憲法の規定にのっとりネイビス島で分離独立を伺う住民投票が行われ、61.8%が分離独立に賛成したが、独立に必要な三分の二（66.7%）を獲得出来ず、ネイビス島の分離独立はならなかった。
略年表
- 1493年11月12日：コロンブスの「発見」。
- 1628年7月2日：イギリスの植民地となる。
  - スペインの占領（1629年6月17日 - 1630年）
- 1671年1月25日：リーワード諸島植民地へ編入。
  - アンティグア島の直轄下（1701年 - 1704年）
  - フランスの略奪（1706年3月21日）
  - フランスの占領（1782年2月14日 - 1783年9月3日）
- 1816年：セントクリストファー＝ネイビス＝アンギラ＝ヴァージン諸島の形成。
- 1832年12月19日：リーワード諸島植民地へ編入
  - 1882年：セントクリストファー島、ネイビス島を統合し、セントクリストファー・ネイビス長官が誕生。
- 1958年1月3日：西インド連邦成立。
- 1962年5月31日：西インド連邦解体。
- 1967年2月27日：セントクリストファー＝ネイビス＝アンギラ自治領の形成。
  - 1977年8月18日：ネイビス改革党による住民投票実施。賛成多数となるも自治領政府は無効を宣言。
  - 1980年12月19日：アンギラが自治領より脱退。
- 1983年9月19日：セントクリストファー・ネイビスの一部として独立。自治政府設立。
- 1998年8月10日：分離独立を問う住民投票を実施、結果は賛成多数も規定数に届かず否決された（1998年ネイビス島独立住民投票（英語版））。

## 政治
憲法によって自治権が付与されたネイビス政府が統治する。比較的自治が認められており、連邦政府に撤回できない独自の法律の制定や、離脱に関する取り決めを連邦政府と結んでいる。
立法府はネイビス島議会の一院制で、定数は8人。うち5人は単純小選挙区制による民選、3人は任命枠（2人は首相、1人は野党）となっている。
行政は首相が執り行う。首相は間接選挙で選出され、総督が任命する。首相は副首相、選出された議員、最大2名までの指名者と共に内閣を形成する。
また憲法3章23条により、セントクリストファー・ネイビスの総督はネイビスの副総督を任命することができる。副総督は総督の代理としてその権限を行使する。
セントクリストファー・ネイビスの連邦制は少々複雑で、セントクリストファー島とネイビス島の2島から成るにもかかわらずセントクリストファー島には政府等が設置されていない。セントクリストファー島は連邦政府の直轄下にあり、セントクリストファー・ネイビスは連邦政府とネイビス政府の連合国家とされている。

## 行政区画

セントクリストファー・ネイビスの行政教区

5つの行政教区が設置されている。名称は守護聖人と地名を組み合わている。領域はネイビス山を中心とした放射状に広がっている。ISO 3166-2:KNのうちネイビス島にはKN-Nが、各行政教区にはアルファベット順に数字が割り当てられている。
- セントジョージ・ジンジャーランド教区
- セントジェームズ・ウィンドワード教区
- セントジョン・フィグツリー教区
- セントポール・チャールズタウン教区
- セントトーマス・ローランド教区

## 経済
農業はサトウキビが中心で、漁業他、観光産業も重要である。特に島の西海岸はリゾート地として開発が進んでいる。

## 交通
道路は島を一周する路線がある。通りの名前は統一されていない。多くは沿岸部を走るが、島南部は内陸を通過する。
港は西海岸に多く、チャールズタウンなど3つの港ではセントクリストファー島とのフェリー便が発着する。
空港は島の北部ニューカッスルにヴァンス・W・エイモリー国際空港が所在する。

## スポーツ
スポーツはサッカーが盛んであり、本国代表とは別に、サッカーネイビス島代表という島選抜の代表チームもある。しかし島代表は国際サッカー連盟（FIFA）および北中米カリブ海サッカー連盟（Concacaf）に加盟していないため、国際的な活動には制約がある。

## 出身人物
- アレクサンダー・ハミルトン - アメリカ合衆国憲法の草案者。
- ジョン・ゴリー - 医者、科学者。
- フランシス・ニズベット（英語版） - ホレーショ・ネルソン提督の妻。結婚式も島で行った。